# Teoría triangular del amor

Triángulo del amor de Sternberg.

La teoría triangular del amor del psicólogo estadounidense Robert Sternberg caracteriza el amor en una relación interpersonal según tres componentes diferentes: intimidad, pasión y compromiso: 
1. La intimidad, entendida como aquellos sentimientos dentro de una relación que promueven el acercamiento, el vínculo, la conexión y principalmente la autorrevelación. O dicho de otra forma el afecto hacia otra persona que surge de los sentimientos de cercanía, vínculo afectivo y relación, implica el deseo de dar, recibir, compartir, etc.
2. La pasión, como estado de intenso deseo de unión con el otro, como expresión de deseos y necesidades, gran deseo sexual o romántico acompañado de excitación psicológica.
3. La decisión o compromiso, la decisión de amar a otra persona y el compromiso por mantener ese amor. Este componente implica mantener la relación en los buenos y en los malos momentos

Las diferentes etapas o tipos de amor pueden ser explicados con diferentes combinaciones de estos elementos. De acuerdo al autor, una relación basada en un solo elemento es menos probable que se mantenga que una basada en dos o en los tres.

## Las siete formas del amor
| Tipo de amor     | Intimidad | Pasión | Compromiso |
| ---------------- | --------- | ------ | ---------- |
| Falta de amor    |           |        |            |
| Cariño           | ✔         |        |            |
| Encaprichamiento |           | ✔      |            |
| Amor vacío       |           |        | ✔          |
| Amor romántico   | ✔         | ✔      |            |
| Amor sociable    | ✔         |        | ✔          |
| Amor fatuo       |           | ✔      | ✔          |
| Amor consumado   | ✔         | ✔      | ✔          |

Falta de amor: No existe pasión ni intimidad ni compromiso. No es una forma de amor, puesto que no existe amor en ninguna de sus manifestaciones.
1. Cariño: En este caso, no debe tomarse en un sentido trivial. Este es el cariño íntimo que caracteriza las verdaderas amistades, en donde se siente un vínculo y una cercanía con la otra persona, pero no pasión física ni compromiso a largo plazo.
2. Encaprichamiento: Es lo que comúnmente se siente como «amor a primera vista». Sin intimidad ni compromiso, en cualquier momento.
3. Amor vacío: Existe una unión por compromiso, pero la pasión y la intimidad no están presentes. No se siente nada uno por el otro, pero hay una sensación de respeto y reciprocidad. En los matrimonios arreglados, las relaciones suelen comenzar con un amor vacío.
4. Amor romántico: Las parejas románticas están unidas emocionalmente (como en el caso del cariño) y físicamente, mediante la pasión,  pero no en el compromiso de estar juntos. Por ejemplo sería un amor de verano o relaciones de muy corta duración.
5. Amor sociable o de compañía: Se encuentra frecuentemente en matrimonios en los que la pasión se ha ido, pero hay un gran cariño y compromiso con el otro. Suele suceder con las personas con las que se comparte la vida, aunque no existe deseo sexual ni físico. Es más fuerte que el cariño, debido al elemento extra que es el compromiso. Se encuentra en la familia y en los amigos profundos, que pasan mucho tiempo juntos en una relación sin deseo sexual.
6. Amor fatuo o loco: Se da en relaciones en las que el compromiso es motivado en su mayor parte por la pasión, sin la estabilizante influencia de la intimidad.
7. Amor consumado: Es la forma completa del amor. Representa la relación ideal hacia la que todos quieren ir pero que aparentemente pocos alcanzan. Sin embargo, Sternberg señala que mantener un amor consumado puede ser aún más difícil que llegar a él. Enfatiza la importancia de traducir los componentes del amor en acciones. «Sin expresión —advierte—, hasta el amor más grande puede morir». El amor consumado puede no ser permanente. Por ejemplo, si la pasión se pierde con el tiempo, puede convertirse en un amor sociable.